# Gotedank (Speyer)
Bischof Gotedank (auch Gottdank und Godethank) war 881–898 Bischof von Speyer.
Die Informationen zu den meisten Bischöfen von Speyer sind vor der Mitte des 10. Jahrhunderts sehr spärlich und punktuell. Auch hinsichtlich der erhaltenen Informationen zu Bischof Gotedank trifft das zu.
Zu seiner Herkunft fehlen jedwelche Angaben. In seiner Amtszeit ist seine Teilnahme an drei Synoden belegt: 
- 888 in Mainz,
- 890 in Forchheim und
- 895 in Trebur (historisch auch Tribur).

Seine Teilnahme an einer weiteren Synode 889 ist fraglich. Es wird angezweifelt, ob die überhaupt stattgefunden hat.
Weiter ist er 891 in Regensburg nachgewiesen, als er eine Schenkung König Arnolfs für das Domstift Speyer entgegennahm.